# Жером Онгуене
Жером Жуніор Онгуене (фр. Jérôme Junior Onguéné, нар. 22 грудня 1997, Мбалмайо, Камерун) — камерунський футболіст, центральний захисник німецького клубу «Айнтрахт» (Франкфурт) та національної збірної Камеруну. 

## Ігрова кар'єра

### Клубна
Жером Онгуене народився в Камеруні, та ще в дитинстві разом з батьками переїхав до Франції. Він є вихованцем клубу «Сошо», де тривалий час грав у дублі. 1 травня 2015 року Жером дебютував у першій команді у матчах французької Ліги 2. З 2015 року Онгуене є постійним гравцем основи. 
У січні 2017 року футболіст перейшов до німецького «Штутгарта». Але у німецькій Бундеслізі він так і не зіграв жодного матчу і майже одразу був відправлений в оренду в сусідню Австрію. Спочатку Онгуене грав у складі «Зальцбурга», пізніше провів три гри за «Ліферінг». У 2018 році Онгуене підписав з «Зальцбургом» повноцінний контракт, розрахований на чотири роки.
З початку 2021 року футболіст відбув в оренду до складу італійської «Дженоа».

### Збірна
З 2012 року Жером Онгуене активно грав у складі юнацьких збірних Франції всіх вікових категорій. Але згодом футболіст вирішив на дорослому рівні грати за збірну своєї історичної батьківщини — Камеруна. У складі збірної дебютував у 2018 році.

## Статистика виступів

### Статистика виступів за збірну
Станом на 6 лютого 2022 року
| Дата       | Місто      | Господарі    | Результат             | Гості        | Турнір                                             | Голи | Примітки |
| ---------- | ---------- | ------------ | --------------------- | ------------ | -------------------------------------------------- | ---- | -------- |
| 12-10-2018 | Яунде      | Камерун      | 1 – 0                 | Малаві       | Відбір до Кубка африканських націй 2019            | -    | 70'      |
| 16-11-2018 | Касабланка | Марокко      | 2 – 0                 | Камерун      | Відбір до Кубка африканських націй 2019            | -    | 71'      |
| 9-6-2019   | Махадаонда | Камерун      | 2 – 1                 | Замбія       | товариський матч                                   | -    |          |
| 12-10-2019 | Радес      | Туніс        | 0 – 0                 | Камерун      | товариський матч                                   | -    | 74'      |
| 13-11-2019 | Яунде      | Камерун      | 0 – 0                 | Кабо-Верде   | Відбір до Кубка африканських націй 2021            | -    |          |
| 16-11-2020 | Мапуту     | Мозамбік     | 0 – 2                 | Камерун      | Відбір до Кубка африканських націй 2021            | -    |          |
| 26-3-2021  | Прая       | Кабо-Верде   | 3 – 1                 | Камерун      | Відбір до Кубка африканських націй 2021            | -    |          |
| 16-11-2021 | Яунде      | Камерун      | 1 – 0                 | Кот-д'Івуар  | Відбір до ЧС 2022                                  | -    |          |
| 9-1-2022   | Яунде      | Камерун      | 2 – 1                 | Буркіна-Фасо | Кубок африканських націй 2021 - 1-й етап           | -    | 42'      |
| 5-2-2022   | Яунде      | Буркіна-Фасо | 3 – 3 д.ч. (3-5 п.п.) | Камерун      | Кубок африканських націй 2021 - матч за 3-тє місце | -    |          |
| Усього     |            | Матчів       | 10                    |              | Голів                                              | 0    |          |

## Титули і досягнення
- Чемпіон Австрії (1):

«Ред Булл»: 2021-22
- Володар Кубка Австрії (1):

«Ред Булл»: 2021-22
Франція (U-19)
- Переможець чемпіонату Європи (U-19): 2016

Камерун
- Бронзовий призер Кубка африканських націй: 2021